# Harts
Harts és una concentració de població designada pel cens dels Estats Units a l'estat de Virgínia de l'Oest. Segons el cens del 2000 tenia 2.361 habitants.

## Demografia
Segons el cens del 2000, Harts tenia 2.361 habitants, 858 habitatges, i 700 famílies. La densitat de població era de 30,5 habitants per km².
Dels 858 habitatges en un 36,2% hi vivien nens de menys de 18 anys, en un 66,2% hi vivien parelles casades, en un 10,4% dones solteres, i en un 18,3% no eren unitats familiars. En el 17% dels habitatges hi vivien persones soles el 7,1% de les quals corresponia a persones de 65 anys o més que vivien soles. El nombre mitjà de persones vivint en cada habitatge era de 2,75 i el nombre mitjà de persones que vivien en cada família era de 3,07.
Per edats la població es repartia de la següent manera: un 24,6% tenia menys de 18 anys, un 10,3% entre 18 i 24, un 29,6% entre 25 i 44, un 25,2% de 45 a 60 i un 10,3% 65 anys o més.
L'edat mediana era de 36 anys. Per cada 100 dones de 18 o més anys hi havia 99,1 homes.
La renda mediana per habitatge era de 21.703 $ i la renda mediana per família de 24.886 $. Els homes tenien una renda mediana de 31.250 $ mentre que les dones 20.357 $. La renda per capita de la població era de 10.697 $. Entorn del 22,9% de les famílies i el 26,2% de la població estaven per davall del llindar de pobresa.

## Poblacions més properes
El següent diagrama mostra les poblacions més properes.